# Eustroma aurigena
Eustroma aurigena är en fjärilsart som beskrevs av Butler 1880. Eustroma aurigena ingår i släktet Eustroma och familjen mätare. Inga underarter finns listade i Catalogue of Life.